# Élections cantonales de 1904 en Ille-et-Vilaine
Les élections cantonales françaises de 1904 se sont déroulées les 31 juillet et 7 août 1904.

## Assemblée départementale sortante
| Parti                                       | Sigle  | Élus |
| ------------------------------------------- | ------ | ---- |
| Républicains "pro-ministériel" (15 sièges)  |        |      |
| Républicain de Gauche                       | Rép.G  | 8    |
| Radical                                     | Rad.   | 7    |
| Républicains "anti-ministériel" (10 sièges) |        |      |
| Progressiste                                | Prog.  | 10   |
| Droite (18 sièges)                          |        |      |
| Conservateur                                | Monar. | 18   |
| Président du conseil général                |        |      |
| René Brice (Progressiste)                   |        |      |

## Assemblée départementale élue
| Parti                                       | Sigle  | Élus  |
| ------------------------------------------- | ------ | ----- |
| Républicains "pro-ministériel" (13 sièges)  |        |       |
| Républicain de Gauche                       | Rép.G  | 7↓1   |
| Radical                                     | Rad.   | 6 ↓1  |
| Républicains "anti-ministériel" (11 sièges) |        |       |
| Progressiste                                | Prog.  | 11 ↑1 |
| Droite (19 sièges)                          |        |       |
| Conservateur                                | Monar. | 19 ↑1 |
| Président du conseil général                |        |       |
| René Brice (Progressiste)                   |        |       |

## Résultats pour le conseil général

### Arrondissement de Rennes

#### Canton de Rennes-Nord-Ouest
|          | Eugène Pinault * | Progressiste | 2 087 | 87.40 |  |  |
|          |                  |              |       |       |  |  |
| Inscrits | Inscrits         | Inscrits     | 5 621 |       |  |  |
| Votants  | Votants          | Votants      | 2 388 | 42.48 |  |  |
| Exprimés | Exprimés         | Exprimés     | 2 169 | 90.83 |  |  |

*sortant

#### Canton de Rennes-Sud-Ouest
|          | Jean-Marie Maugère * | Radical  | 2 524 | 90.82 |  |  |
|          |                      |          |       |       |  |  |
| Inscrits | Inscrits             | Inscrits | 5 604 |       |  |  |
| Votants  | Votants              | Votants  | 2 779 | 49.59 |  |  |
| Exprimés | Exprimés             | Exprimés | 2 718 | 97.81 |  |  |

*sortant

#### Canton de Hédé
|          | Jean Allain des Beauvais * | Républicain de gauche | 1 483 | 62.42 |  |  |
|          | Alphonse Grignon           | Progressiste          | 881   | 37.08 |  |  |
|          |                            |                       |       |       |  |  |
| Inscrits | Inscrits                   | Inscrits              | 2 922 |       |  |  |
| Votants  | Votants                    | Votants               | 2 385 | 81.62 |  |  |
| Exprimés | Exprimés                   | Exprimés              | 2 376 | 99.62 |  |  |

*sortant

#### Canton de Liffré
Eugène Gréset (Progressiste) élu depuis 1880 est mort en 1900. Francis Guézille (Républicain de gauche) est élu lors de la partielle qui suit.
|          | Francis Guézille * | Républicain de gauche | 1 904 | 95.01 |  |  |
|          |                    |                       |       |       |  |  |
| Inscrits | Inscrits           | Inscrits              | 2 807 |       |  |  |
| Votants  | Votants            | Votants               | 2 004 | 71.39 |  |  |
| Exprimés | Exprimés           | Exprimés              | 1 960 | 97.80 |  |  |

*sortant

#### Canton de Saint-Aubin-d'Aubigné
|          | Émile Beillard * | Républicain de gauche | 2 697 | 91.92 |  |  |
|          |                  |                       |       |       |  |  |
| Inscrits | Inscrits         | Inscrits              | 4 418 |       |  |  |
| Votants  | Votants          | Votants               | 2 934 | 66.41 |  |  |
| Exprimés | Exprimés         | Exprimés              | 2 869 | 97.79 |  |  |

*sortant

### Arrondissement de Saint-Malo

#### Canton de Cancale
|          | Ernest Herclat * | Radical (ex Progressiste) | 1 524 | 51.61  |  |  |
|          | Guy La Chambre   | Progressiste              | 1 432 | 48.49  |  |  |
|          |                  |                           |       |        |  |  |
| Inscrits | Inscrits         | Inscrits                  | 4 720 |        |  |  |
| Votants  | Votants          | Votants                   | 2 953 | 62.56  |  |  |
| Exprimés | Exprimés         | Exprimés                  | 2 953 | 100.00 |  |  |

*sortant

#### Canton de Combourg
Alphonse Hervoches (Radical) élu depuis 1892 est mort en 1903.
Louis Gérard (Républicain de gauche) est élu lors de la partielle qui suit.
|          | Louis Gérard * | Républicain de gauche | 1 766 | 56.33 |  |  |
|          | Armand Chiloup | Progressiste          | 1 351 | 43.09 |  |  |
|          |                |                       |       |       |  |  |
| Inscrits | Inscrits       | Inscrits              | 4 617 |       |  |  |
| Votants  | Votants        | Votants               | 3 169 | 68.64 |  |  |
| Exprimés | Exprimés       | Exprimés              | 3 135 | 98.93 |  |  |

*sortant

#### Canton de Pleine-Fougères
|          | François Brune * | Républicain de gauche | 1 802 | 85.65  |  |  |
|          |                  |                       |       |        |  |  |
| Inscrits | Inscrits         | Inscrits              | 4 222 |        |  |  |
| Votants  | Votants          | Votants               | 2 104 | 49.83  |  |  |
| Exprimés | Exprimés         | Exprimés              | 2 104 | 100.00 |  |  |

*sortant

#### Canton de Saint-Servan
|          | Léonce Demalvilain (fils) * | Progressiste | 1 902 | 74.43 |  |  |
|          |                             |              |       |       |  |  |
| Inscrits |                             |              |       |       |  |  |
| Votants  |                             |              |       |       |  |  |
| Exprimés |                             |              |       |       |  |  |

*sortant

### Arrondissement de Fougères

#### Canton de Fougères-Sud
|          | Jean Bouëssel du Bourg * | Conservateur | 2 485 | 87.93 |  |  |
|          |                          |              |       |       |  |  |
| Inscrits | Inscrits                 | Inscrits     | 4 320 |       |  |  |
| Votants  | Votants                  | Votants      | 2 826 | 65.42 |  |  |
| Exprimés | Exprimés                 | Exprimés     | 2 695 | 95.37 |  |  |

*sortant

#### Canton de Louvigné-du-Désert
|          | Ferdinand Baston de La Riboisière * | Progressiste | 2 338 | 90.59 |  |  |
|          |                                     |              |       |       |  |  |
| Inscrits | Inscrits                            | Inscrits     | 3 401 |       |  |  |
| Votants  | Votants                             | Votants      | 2 581 | 75.89 |  |  |
| Exprimés | Exprimés                            | Exprimés     | 2 554 | 98.95 |  |  |

*sortant

#### Canton de Saint-Brice-en-Coglès
Édouard Pontallié (Progressiste) élu depuis 1898, démissionne en 1901.
Jean-Marie Dauguet (Progressiste) est élu lors de la partielle qui suit.
|          | Jean-Marie Dauguet * | Progressiste | 2 469 | 90.23 |  |  |
|          |                      |              |       |       |  |  |
| Inscrits | Inscrits             | Inscrits     | 3 909 |       |  |  |
| Votants  | Votants              | Votants      | 2 694 | 68.92 |  |  |
| Exprimés | Exprimés             | Exprimés     | 2 585 | 95.95 |  |  |

*sortant

### Arrondissement de Vitré

#### Canton de Vitré-Ouest
Waldeck Lemoyne de La Borderie (Conservateur) élu depuis 1861, est mort en 1903. 
Jacques Le Cardinal de Kernier (Conservateur) est élu lors de la partielle qui suit.
|          | Jacques Le Cardinal de Kernier * | Conservateur | 2 043 | 90.72 |  |  |
|          |                                  |              |       |       |  |  |
| Inscrits | Inscrits                         | Inscrits     | 3 413 |       |  |  |
| Votants  | Votants                          | Votants      | 2 252 | 65.98 |  |  |
| Exprimés | Exprimés                         | Exprimés     | 2 067 | 91.79 |  |  |

*sortant

#### Canton de Chateaubourg
|          | Hippolyte Rubin de la Grimaudière * | Conservateur | 1 184 | 80.22  |  |  |
|          |                                     |              |       |        |  |  |
| Inscrits | Inscrits                            | Inscrits     | 1 878 |        |  |  |
| Votants  | Votants                             | Votants      | 1 476 | 78.59  |  |  |
| Exprimés | Exprimés                            | Exprimés     | 1 476 | 100.00 |  |  |

*sortant

#### Canton de Retiers
|          | Alphonse Richard * | Républicain de gauche | 2 146 | 61.04 |  |  |
|          | Raoul de Gourden   | ALP                   | 1 367 | 38.88 |  |  |
|          |                    |                       |       |       |  |  |
| Inscrits | Inscrits           | Inscrits              | 4 202 |       |  |  |
| Votants  | Votants            | Votants               | 3 532 | 84.06 |  |  |
| Exprimés | Exprimés           | Exprimés              | 3 516 | 99.55 |  |  |

*sortant

### Arrondissement de Redon

#### Canton de Bain-de-Bretagne
Henri Guérin (Républicain de gauche) élu depuis 1886 est décédé peu avant ce scrutin.
|          | Jacques Thélohan   | Républicain de gauche | 2 066 | 50.49 |  |  |
|          | Jean-Marie Gislais | Progressiste          | 2 015 | 49.24 |  |  |
|          |                    |                       |       |       |  |  |
| Inscrits | Inscrits           | Inscrits              | 5 070 |       |  |  |
| Votants  | Votants            | Votants               | 4 118 | 81.22 |  |  |
| Exprimés | Exprimés           | Exprimés              | 4 092 | 99.37 |  |  |

*sortant

#### Canton de Grand-Fougeray
|          | Jean-Marie Chupin * | Conservateur | 937 |  |  |  |
|          | Guilbert            | Progressiste | 862 |  |  |  |
|          |                     |              |     |  |  |  |
| Inscrits |                     |              |     |  |  |  |
| Votants  |                     |              |     |  |  |  |
| Exprimés |                     |              |     |  |  |  |

*sortant

#### Canton de Pipriac
|          | Charles de Chantérac * | Conservateur | 2 668 | 90.23 |  |  |
|          |                        |              |       |       |  |  |
| Inscrits | Inscrits               | Inscrits     | 4 756 |       |  |  |
| Votants  | Votants                | Votants      | 2 957 | 62.17 |  |  |
| Exprimés | Exprimés               | Exprimés     | 2 921 | 98.78 |  |  |

*sortant

#### Canton du Sel-de-Bretagne
René Brice est Président du conseil général depuis 1897.
|          | René Brice * | Progressiste | 1 358 | 97.84 |  |  |
|          |              |              |       |       |  |  |
| Inscrits | Inscrits     | Inscrits     | 1 790 |       |  |  |
| Votants  | Votants      | Votants      | 1 388 | 77.54 |  |  |
| Exprimés | Exprimés     | Exprimés     | 1 363 | 98.20 |  |  |

*sortant

### Arrondissement de Montfort

#### Canton de Bécherel
|          | Alain de la Forest  | Conservateur | 1 310 | 55.58 |  |  |
|          | Alexandre Jehanin * | Radical      | 1 047 | 44.42 |  |  |
|          |                     |              |       |       |  |  |
| Inscrits | Inscrits            | Inscrits     | 2 886 |       |  |  |
| Votants  | Votants             | Votants      | 2 401 | 83.20 |  |  |
| Exprimés | Exprimés            | Exprimés     | 2 357 | 98.17 |  |  |

*sortant

#### Canton de Plélan-le-Grand
Benjamin Rawle (Conservateur) élu depuis 1898 ne se représente pas.
Edmond Rawle (Conservateur) est son fils.
|          | Edmond Rawle     | Conservateur (*)      | 2 272 | 84.62 |  |  |
|          | Paul Cochet      | Républicain de gauche | 166   | 6.40  |  |  |
|          | Théophile Fleury | Républicain de gauche | 127   | 4.89  |  |  |
|          |                  |                       |       |       |  |  |
| Inscrits | Inscrits         | Inscrits              | 3 858 |       |  |  |
| Votants  | Votants          | Votants               | 2 685 | 69.60 |  |  |
| Exprimés | Exprimés         | Exprimés              | 2 595 | 96.65 |  |  |

*sortant

## Résultats pour les conseils d'arrondissements

### Arrondissement de Rennes

#### Canton de Rennes-Nord-Est
- Conseiller sortant : François Maugé (Progressiste), élu depuis 1886 ne se représente pas.

|          | Léon Lejeune     | Action libérale | 2 265 | 83,18 |  |  |  |
|          | François Maugé * | Progressiste    | 117   | 4,67  |  |  |  |
|          |                  |                 |       |       |  |  |  |
| Inscrits | Inscrits         | Inscrits        | 6 296 |       |  |  |  |
| Votants  | Votants          | Votants         | 2 723 | 43,25 |  |  |  |
| Exprimés | Exprimés         | Exprimés        | 2 506 | 92,03 |  |  |  |

*sortant

#### Canton de Rennes-Sud-Est
- Conseiller sortant : Henri Leray (Radical), élu depuis 1898.

| Candidats | Candidats      | Étiquette       | Premier tour | Premier tour | Ballotage | Ballotage |  |
| Candidats | Candidats      | Étiquette       | Voix         | %            | Voix      | %         |  |
| --------- | -------------- | --------------- | ------------ | ------------ | --------- | --------- |  |
|           | Jules Coutance | Action libérale | 1 490        | 49,78        | 1 611     | 53,81     |  |
|           | Henri Leray *  | Radical         | 1 453        | 48,55        | 1 381     | 46,13     |  |
|           |                |                 |              |              |           |           |  |
| Inscrits  | Inscrits       | Inscrits        | 5 284        |              | 5 284     |           |  |
| Votants   | Votants        | Votants         | 3 003        | 56,83        | 3 005     | 56,87     |  |
| Exprimés  | Exprimés       | Exprimés        | 2 993        | 99,67        | 2 994     | 99,63     |  |

*sortant

#### Canton de Châteaugiron
- Conseiller sortant : Pierre Frogerais (Progressiste), élu depuis 1893 ne se représente pas.

|          | Pierre Marchand | Progressiste          | 1 076 | 56,99 |  |  |  |
|          | Pierre Gaudiche | Républicain de gauche | 810   | 42,90 |  |  |  |
|          |                 |                       |       |       |  |  |  |
| Inscrits | Inscrits        | Inscrits              | 2 410 |       |  |  |  |
| Votants  | Votants         | Votants               | 1 912 | 79,34 |  |  |  |
| Exprimés | Exprimés        | Exprimés              | 1 888 | 98,75 |  |  |  |

*sortant

#### Canton de Janzé
- Conseiller sortant : Désiré Arondel (Conservateur), élu depuis 1875.

|          | Désiré Arondel * | Conservateur | 1 957 | 90,94 |  |  |  |
|          |                  |              |       |       |  |  |  |
| Inscrits | Inscrits         | Inscrits     | 3 297 |       |  |  |  |
| Votants  | Votants          | Votants      | 2 152 | 65,27 |  |  |  |
| Exprimés | Exprimés         | Exprimés     | 2 026 | 94,15 |  |  |  |

*sortant

#### Canton de Mordelles
- Conseiller sortant : Albert de Freslon (Conservateur), élu depuis 1884.

|          | Albert de Freslon * | Conservateur | 1 110 | 95,94 |  |  |  |
|          |                     |              |       |       |  |  |  |
| Inscrits | Inscrits            | Inscrits     | 1 901 |       |  |  |  |
| Votants  | Votants             | Votants      | 1 157 | 60,86 |  |  |  |
| Exprimés | Exprimés            | Exprimés     | 1 137 | 98,27 |  |  |  |

*sortant

### Arrondissement de Saint-Malo

#### Canton de Saint-Malo
- Conseiller sortant : Louis Miriel (Progressiste), élu depuis 1892.

|          | Louis Miriel * | Progressiste | 1 516 | 96,13 |  |  |  |
|          |                |              |       |       |  |  |  |
| Inscrits | Inscrits       | Inscrits     | 4 020 |       |  |  |  |
| Votants  | Votants        | Votants      | 1 769 | 44,01 |  |  |  |
| Exprimés | Exprimés       | Exprimés     | 1 731 | 97,85 |  |  |  |

*sortant

#### Canton de Châteauneuf-d'Ille-et-Vilaine
- Conseiller sortant : Édouard Delein (Progressiste), élu depuis 1900 ne se représente pas.

- Joseph Glémée (Opportuniste) élu depuis 1898 est décédé le 10 janvier 1900. Lors de l'élection organisée le 11 mars, Édouard Delein (Opportuniste) est élu.

- Marie-François Becquet n'est pas candidat.

|          | Robert Surcouf | Républicain de gauche | 1 250 | 60,98 |  |  |  |
|          | Louis Mérel    | Républicain de gauche | 792   | 38,63 |  |  |  |
|          |                |                       |       |       |  |  |  |
| Inscrits | Inscrits       | Inscrits              | 3 127 |       |  |  |  |
| Votants  | Votants        | Votants               | 2 051 | 65,59 |  |  |  |
| Exprimés | Exprimés       | Exprimés              | 2 050 | 99,95 |  |  |  |

*sortant

#### Canton de Dinard-Saint-Énogat
- Conseiller sortant : Louis Beaulieu (Républicain de gauche), élu depuis 1894 ne se représente pas.

|          | Joseph Brugaro | Républicain de gauche | 1 248 | 93,13 |  |  |  |
|          |                |                       |       |       |  |  |  |
| Inscrits | Inscrits       | Inscrits              | 3 725 |       |  |  |  |
| Votants  | Votants        | Votants               | 1 340 | 35,97 |  |  |  |
| Exprimés | Exprimés       | Exprimés              | 1 300 | 97,01 |  |  |  |

*sortant

#### Canton de Dol-de-Bretagne
- Conseiller sortant : Alexandre Lamotte (Progressiste), élu depuis 1891 ne se représente pas.

|          | Louis Lemarié | Action libérale | 1 879 | 86,59  |  |  |  |
|          |               |                 |       |        |  |  |  |
| Inscrits | Inscrits      | Inscrits        | 4 089 |        |  |  |  |
| Votants  | Votants       | Votants         | 2 170 | 53,07  |  |  |  |
| Exprimés | Exprimés      | Exprimés        | 2 170 | 100,00 |  |  |  |

*sortant

#### Canton de Tinténiac
- Conseiller sortant : Joseph Durand (Républicain de gauche), élu depuis 1901.

- Henri Joubert (Opportuniste) élu depuis 1898, est élu conseiller général en juillet 1901 et démissionne. Joseph Durand (Opportuniste) ancien conseiller d'arrondissement de 1892 à 1898 est élu.

|          | Joseph Durand * | Républicain de gauche | 1 646 | 90,39 |  |  |  |
|          |                 |                       |       |       |  |  |  |
| Inscrits | Inscrits        | Inscrits              | 3 043 |       |  |  |  |
| Votants  | Votants         | Votants               | 1 821 | 59,84 |  |  |  |
| Exprimés | Exprimés        | Exprimés              | 1 696 | 93,14 |  |  |  |

*sortant

### Arrondissement de Fougères
- Il doit y avoir au moins neuf conseillers par arrondissement, celui de Fougères ne comptant que six cantons, trois sièges sont ajoutés aux cantons les plus peuplés.

#### Canton de Fougères-Nord
- Conseillers sortants : Arthur Lecler (Conservateur), élu depuis 1871 et Léon Frotin de Bagneux (Conservateur), élu depuis 1901.

- Georges Le Pannetier de Roissay (Conservateur) élu depuis 1886 devient conseiller général le 31 juillet 1901. Léon Frotin de Bagneux (Conservateur) est élu lors de la partielle du 22 septembre pour le remplacer.

|          | Arthur Leclerc *         | Conservateur          | 2 361 | 56,31 |  |  |  |
|          | Léon Frotin de Bagneux * | Conservateur          | 2 249 | 53,64 |  |  |  |
|          |                          |                       |       |       |  |  |  |
|          | Julien Goblé             | Républicain de gauche | 1 754 | 41,83 |  |  |  |
|          | Mr Lemercier-Roussel     | Républicain de gauche | 1 749 | 41,71 |  |  |  |
|          |                          |                       |       |       |  |  |  |
| Inscrits | Inscrits                 | Inscrits              | 6 043 |       |  |  |  |
| Votants  | Votants                  | Votants               | 4 200 | 69,50 |  |  |  |
| Exprimés | Exprimés                 | Exprimés              | 4 193 | 99,83 |  |  |  |

*sortant

#### Canton d'Antrain
- Conseillers sortants : Eugène Gautier (Républicain de gauche) élu depuis 1892 qui ne se représente pas et Pierre Lahogue (Républicain de gauche), élu depuis 1896.

| Candidats | Candidats         | Étiquette             | Premier tour | Premier tour | Ballotage | Ballotage |  |
| Candidats | Candidats         | Étiquette             | Voix         | %            | Voix      | %         |  |
| --------- | ----------------- | --------------------- | ------------ | ------------ | --------- | --------- |  |
|           | Pierre Trémoureux | Républicain de gauche | 1 738        | 50,88        |           |           |  |
|           | Pierre Lahogue *  | Républicain de gauche | 1 707        | 49,97        | 1 771     | 51,56     |  |
|           |                   |                       |              |              |           |           |  |
|           | Louis Depasse     | Action libérale       | 1 674        | 49,01        | 1 667     | 48,53     |  |
|           | Alphonse Lecoq    | Action libérale       | 1 618        | 47,37        |           |           |  |
|           |                   |                       |              |              |           |           |  |
| Inscrits  | Inscrits          | Inscrits              | 4 295        |              | 4 315     |           |  |
| Votants   | Votants           | Votants               | 3 428        | 79,81        | 3 470     | 80,42     |  |
| Exprimés  | Exprimés          | Exprimés              | 3 416        | 99,65        | 3 435     | 98,99     |  |

*sortant

#### Canton de Saint-Aubin-du-Cormier
- Conseiller sortant : François-Paul Cron (Républicain de gauche), élu depuis 1899.

- Francis Hamon (Opportuniste) élu depuis 1896 décède le 24 mai 1899. Lors de la partielle organisée le 16 juillet, François-Paul Cron (Opportuniste) est élu.

|          | François-Paul Cron * | Républicain de gauche | 1 519 | 86,11 |  |  |  |
|          |                      |                       |       |       |  |  |  |
| Inscrits | Inscrits             | Inscrits              | 2 724 |       |  |  |  |
| Votants  | Votants              | Votants               | 1 764 | 64,76 |  |  |  |
| Exprimés | Exprimés             | Exprimés              | 1 636 | 92,74 |  |  |  |

*sortant

### Arrondissement de Vitré
- Il doit y avoir au moins neuf conseillers par arrondissement, celui de Vitré ne comptant que six cantons, trois sièges sont ajoutés aux cantons les plus peuplés.

#### Canton de Vitré-Est
- Conseillers sortants : Charles Rupin (Conservateur), élu depuis 1899 et Julien Hervagault (Monarchiste), élu depuis 1901 qui ne se représente pas.

- Anatole de Berthois (Conservateur) élu depuis 1871 est mort 25 septembre 1899. Lors de la partielle pour le remplacer qui s'est tenu le 19 novembre, Charles Rupin (Conservateur) a été élu.

- Jean-Marie Rubin (Conservateur) élu depuis 1887 est mort le 9 avril 1901. Lors de la partielle du 2 juin Julien Hervagault (Conservateur) est élu.

|          | Charles Rupin *                    | Conservateur | 2 173 | 90,09 |  |  |  |
|          | Ambroise Gougeon de la Thibaudière | Conservateur | 2 138 | 88,64 |  |  |  |
|          |                                    |              |       |       |  |  |  |
| Inscrits | Inscrits                           | Inscrits     | 3 647 |       |  |  |  |
| Votants  | Votants                            | Votants      | 2 412 | 66,14 |  |  |  |
| Exprimés | Exprimés                           | Exprimés     | 2 258 | 93,62 |  |  |  |

*sortant

#### Canton d'Argentré-du-Plessis
- Conseiller sortant : Alphonse Lambron (Conservateur), élu depuis 1891.

|          | Alphonse Lambron * | Conservateur | 2 318 | 97,35 |  |  |  |
|          |                    |              |       |       |  |  |  |
| Inscrits | Inscrits           | Inscrits     | 3 270 |       |  |  |  |
| Votants  | Votants            | Votants      | 2 381 | 72,81 |  |  |  |
| Exprimés | Exprimés           | Exprimés     | 2 339 | 98,24 |  |  |  |

*sortant

#### Canton de la Guerche-de-Bretagne
- Conseillers sortants : Émile Hévin (Action libérale), élu depuis 1874 et François Heinry (Conservateur), élu depuis 1881.

|          | François Heinry * | Conservateur    | 2 235 | 84,63 |  |  |  |
|          | Émile Hévin *     | Action libérale | 2 191 | 82,96 |  |  |  |
|          |                   |                 |       |       |  |  |  |
| Inscrits | Inscrits          | Inscrits        | 3 925 |       |  |  |  |
| Votants  | Votants           | Votants         | 2 641 | 67,29 |  |  |  |
| Exprimés | Exprimés          | Exprimés        | 2 467 | 93,41 |  |  |  |

*sortant

### Arrondissement de Redon
- Il doit y avoir au moins neuf conseillers par arrondissement, celui de Redon ne comptant que sept cantons, deux sièges sont ajoutés à chacun des cantons les plus peuplés.

#### Canton de Redon
- Conseillers sortants : Jean Garnier (Conservateur) et François Lagrée (Conservateur), élus depuis 1886.

|          | Jean Garnier *    | Conservateur | 2 510 | 86,76 |  |  |  |
|          | François Lagrée * | Conservateur | 2 498 | 86,35 |  |  |  |
|          |                   |              |       |       |  |  |  |
| Inscrits | Inscrits          | Inscrits     | 5 050 |       |  |  |  |
| Votants  | Votants           | Votants      | 2 893 | 57,29 |  |  |  |
| Exprimés | Exprimés          | Exprimés     | 2 682 | 92,71 |  |  |  |

*sortant

#### Canton de Guichen
- Conseiller sortant : Jean-Marie Pigeard (Républicain de gauche), élu depuis 1901.

- Léon Porteu (Opportuniste) élu depuis 1898 est élu conseiller général le 31 juillet 1901. Jean-Marie Pigeard (Républicain de gauche) est élu lors de la partielle organisée le 22 septembre.

|          | Jean-Marie Pigeard * | Républicain de gauche | 1 742 | 91,11 |  |  |  |
|          |                      |                       |       |       |  |  |  |
| Inscrits | Inscrits             | Inscrits              | 4 280 |       |  |  |  |
| Votants  | Votants              | Votants               | 1 912 | 44,67 |  |  |  |
| Exprimés | Exprimés             | Exprimés              | 1 814 | 94,88 |  |  |  |

*sortant

#### Canton de Maure-de-Bretagne
- Conseiller sortant : René Jehannot de Penquer (Conservateur), élu depuis 1900.

- François Barbotin (Conservateur) élu depuis 1871, est élu conseiller général en juillet 1900. Lors de la partielle organisée le 9 septembre 1900, René Jehannot de Penquer (Conservateur) est élu.

|          | René Jehannot de Penquer * | Conservateur | 1 795 | 95,33 |  |  |  |
|          |                            |              |       |       |  |  |  |
| Inscrits | Inscrits                   | Inscrits     | 2 989 |       |  |  |  |
| Votants  | Votants                    | Votants      | 1 883 | 63,00 |  |  |  |
| Exprimés | Exprimés                   | Exprimés     | 1 821 | 96,71 |  |  |  |

*sortant

### Arrondissement de Montfort
- Il doit y avoir au moins neuf conseillers par arrondissement, celui de Montfort ne comptant que cinq cantons, quatre sièges sont ajoutés aux quatre cantons les plus peuplés.

#### Canton de Montfort-sur-Meu
- Conseillers sortants : Aimé Neveu (Progressiste), élu depuis 1898 et Louis Simonneaux (Progressiste), élu depuis 1898 qui ne se représente pas.

|          | Jean Deffains            | Conservateur | 1 826 | 56,94 |  |  |  |
|          | Alphonse de la Monneraye | Conservateur | 1 741 | 54,29 |  |  |  |
|          |                          |              |       |       |  |  |  |
|          | François Jounot          | Progressiste | 1 411 | 44,00 |  |  |  |
|          | Aimé Neveu *             | Progressiste | 1 389 | 43,31 |  |  |  |
|          |                          |              |       |       |  |  |  |
| Inscrits | Inscrits                 | Inscrits     | 3 979 |       |  |  |  |
| Votants  | Votants                  | Votants      | 3 223 | 81,00 |  |  |  |
| Exprimés | Exprimés                 | Exprimés     | 3 207 | 99,50 |  |  |  |

*sortant

#### Canton de Montauban-de-Bretagne
- Conseiller sortant : Joseph Rosselin (Conservateur), élu depuis 1900.

- François Rosselin (Conservateur) élu depuis 1886 est décédé le 18 aout 1900. Lors de la partielle organisée le 21 octobre Joseph Rosselin (Conservateur) est élu.

- Joseph Bougeaud n'est pas candidat.

|          | Joseph Rosselin * | Conservateur          | 1 698 | 85,98 |  |  |  |
|          | Joseph Bougeaud   | Républicain de gauche | 73    | 4,00  |  |  |  |
|          |                   |                       |       |       |  |  |  |
| Inscrits | Inscrits          | Inscrits              | 2 629 |       |  |  |  |
| Votants  | Votants           | Votants               | 1 975 | 75,12 |  |  |  |
| Exprimés | Exprimés          | Exprimés              | 1 823 | 92,30 |  |  |  |

*sortant

#### Canton de Saint-Méen-le-Grand
- Conseillers sortants : Édouard Roger (Conservateur), élu depuis 1898 et Ernest Bellouard (Progressiste) élu depuis 1899 qui ne se représente pas.

- Pierre André (Opportuniste) élu depuis 1898 est décédé le 2 décembre de cette année-là. Une partielle est organisée le 22 janvier 1899 pour le remplacer, Ernest Bellouard (Opportuniste) y est élu.

|          | Édouard Roger *  | Conservateur | 1 629 | 57,20 |  |  |  |
|          | François Perdrix | Conservateur | 1 544 | 54,21 |  |  |  |
|          |                  |              |       |       |  |  |  |
|          | Eugène Bourgneuf | Progressiste | 1 204 | 42,28 |  |  |  |
|          | Joseph Brunot    | Progressiste | 1 201 | 42,17 |  |  |  |
|          |                  |              |       |       |  |  |  |
| Inscrits | Inscrits         | Inscrits     | 3 405 |       |  |  |  |
| Votants  | Votants          | Votants      | 2 866 | 84,17 |  |  |  |
| Exprimés | Exprimés         | Exprimés     | 2 848 | 99,37 |  |  |  |

*sortant